# Balsambaumgewächse
Die Balsambaumgewächse (Burseraceae) sind eine Pflanzenfamilie innerhalb der Ordnung der Seifenbaumartigen (Sapindales). Es sind harzreiche, verholzte Pflanzen mit pantropischer Verbreitung. Auch der Myrrhenstrauch (Commiphora myrrha) oder der Weihrauchbaum (Boswellia sacra) gehört zu den Balsambaumgewächsen. – Sie sind nicht zu verwechseln mit der Gattung Balsambäume (Myroxylon) aus der Familie der Hülsenfrüchtler (Fabaceae).

## Beschreibung

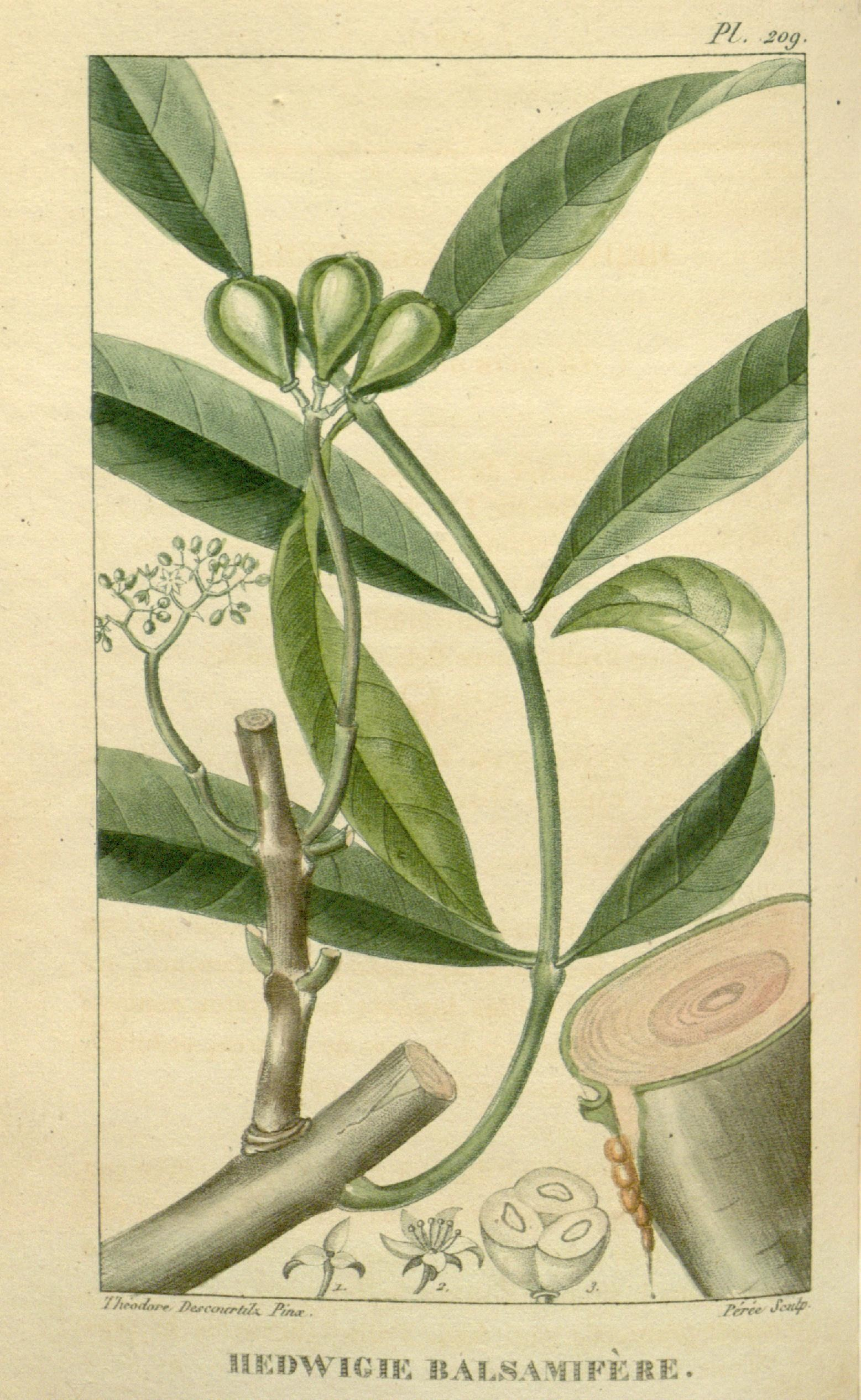
Tribus Protieae: Illustration aus Flore médicale des Antilles, ou, Traité des plantes usuelles, Tafel 209 von Tetragastris balsamifera

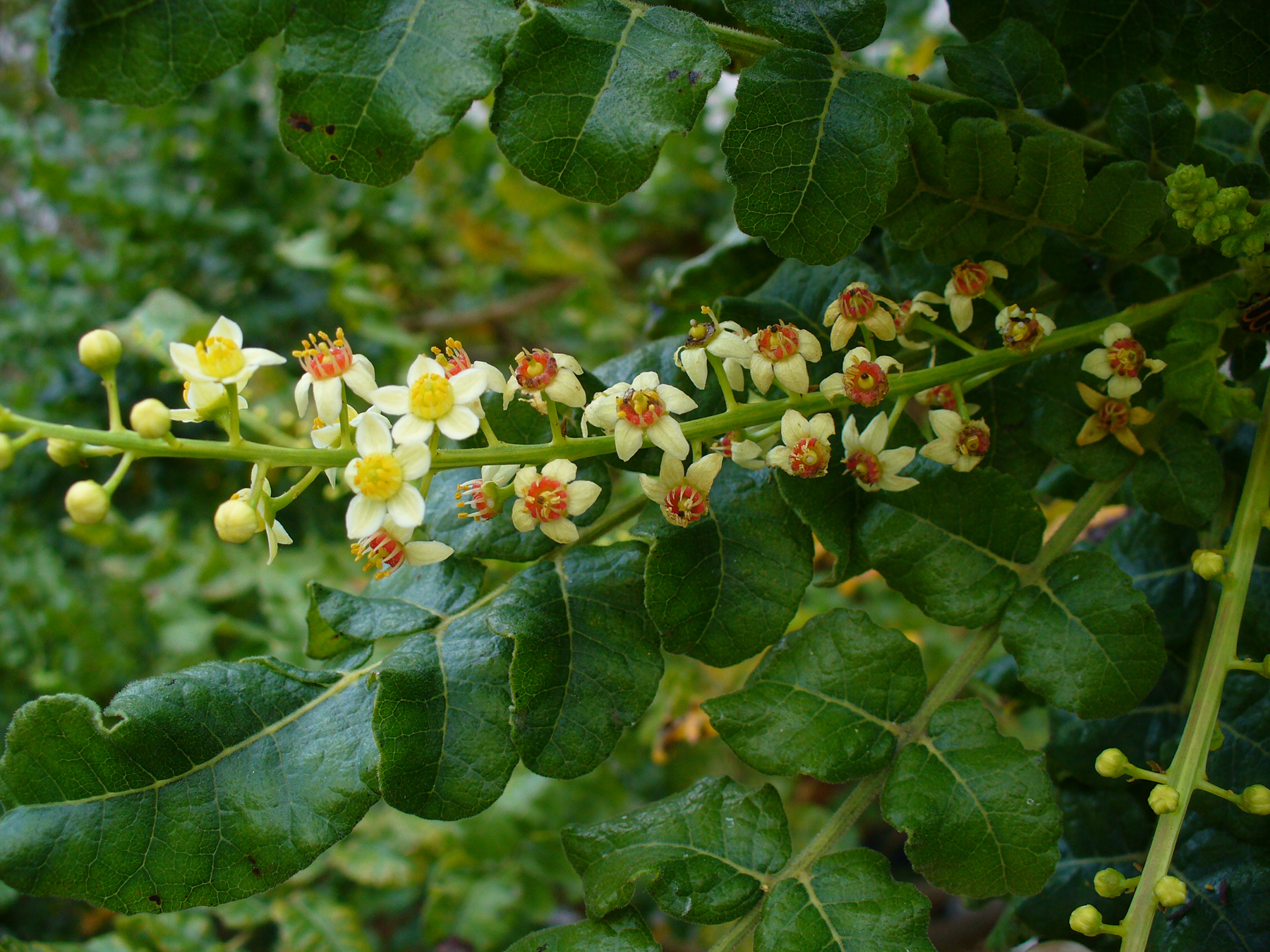
Tribus Bursereae: Blütenstand des Somalischen Weihrauch (Boswellia sacra)

### Vegetative Merkmale
Diese harzführenden, verholzten Pflanzen wachsen als Bäume oder Sträucher.
Die wechselständig oder seltener gegenständig an den Zweigen angeordneten Laubblätter sind unpaarig gefiedert, manchmal dreiteilig oder selten bis auf ein Blatt reduziert. Die Stomata sind anomocytisch (das bedeutet, die Nebenzellen der beiden Schließzellen der Spaltöffnung in der Epidermis sind von unbestimmter Zahl oder undeutlich). Nebenblätter oder -blättchen können vorhanden sein oder fehlen. Pseudonebenblätter (reduzierte Blättchen) können vorkommen.

### Generative Merkmale
Die Blüten stehen in traubigen, rispigen oder ährigen Blütenständen zusammen.
Die eingeschlechtigen oder zwittrigen Blüten sind klein und radiärsymmetrisch mit doppelter Blütenhülle. Es kann ein Blütenbecher vorhanden sein. Der drei bis sechs Kelchblätter sind imbricat oder valvat. Die drei bis sechs Kronblätter sind frei oder seltener verwachsen und ebenfalls imbricat oder valvat. Meist ist ein auffälliger, ring- oder becherförmiger Diskus vorhanden. Es sind gleich viele oder doppelt so viele Staubblätter wie Kronblätter vorhanden; sie setzen an der Basis oder am Rand des Diskus an. Die Staubfäden sind frei oder selten an ihrer Basis verwachsen. Die Staubbeutel sind dorsifix, seltener adnat, besitzen zwei Theken und öffnen sich mit einem Längsschlitz. Der ober- oder mittelständige Fruchtknoten ist und meist zwei- bis fünfkammerig. Pro Fruchtknotenkammer sind meist zwei, seltener eine meist anatrope Samenanlage gebildet. Der einfache Griffel endet in einer ungeteilten oder zwei- bis fünflappigen Narbe. Bei männlichen Blüten kann ein Pistillode vorhanden sein.
Die Früchte sind meist Steinfrüchte, die einen bis fünf, meist einsamige Steinkerne enthalten, selten sind es sich öffnende Pseudo-Kapselfrüchte. Die Samen besitzen eine häutige Testa, und der Embryo besitzt zwei meist häutige, seltener fleischige Keimblätter und einer oberständigen Radicula.

### Chromosomensätze
Die Chromosomengrundzahlen betragen x = 11, 13 oder 23.

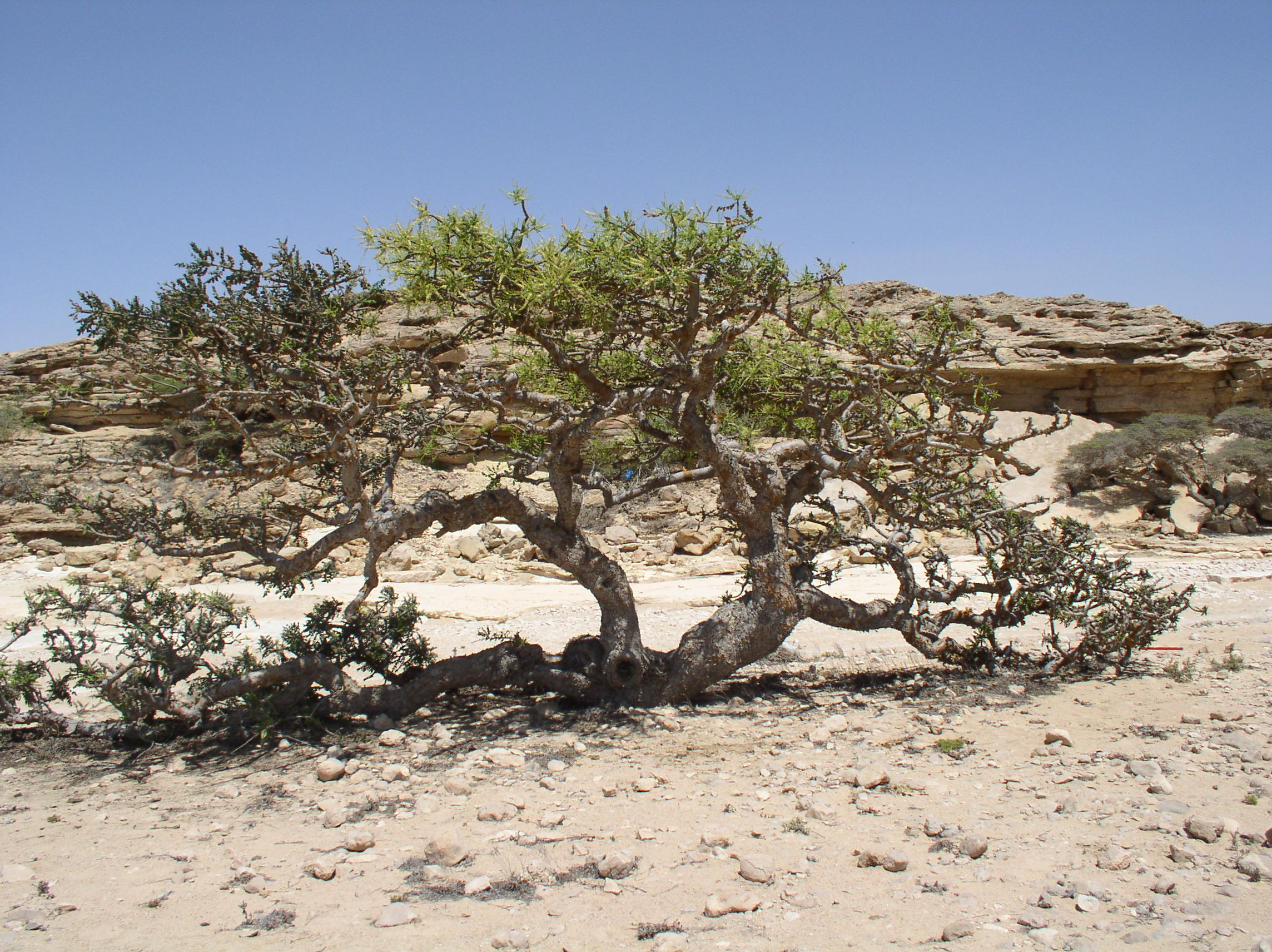
Tribus Bursereae: Habitus von Boswellia sacra in Oman

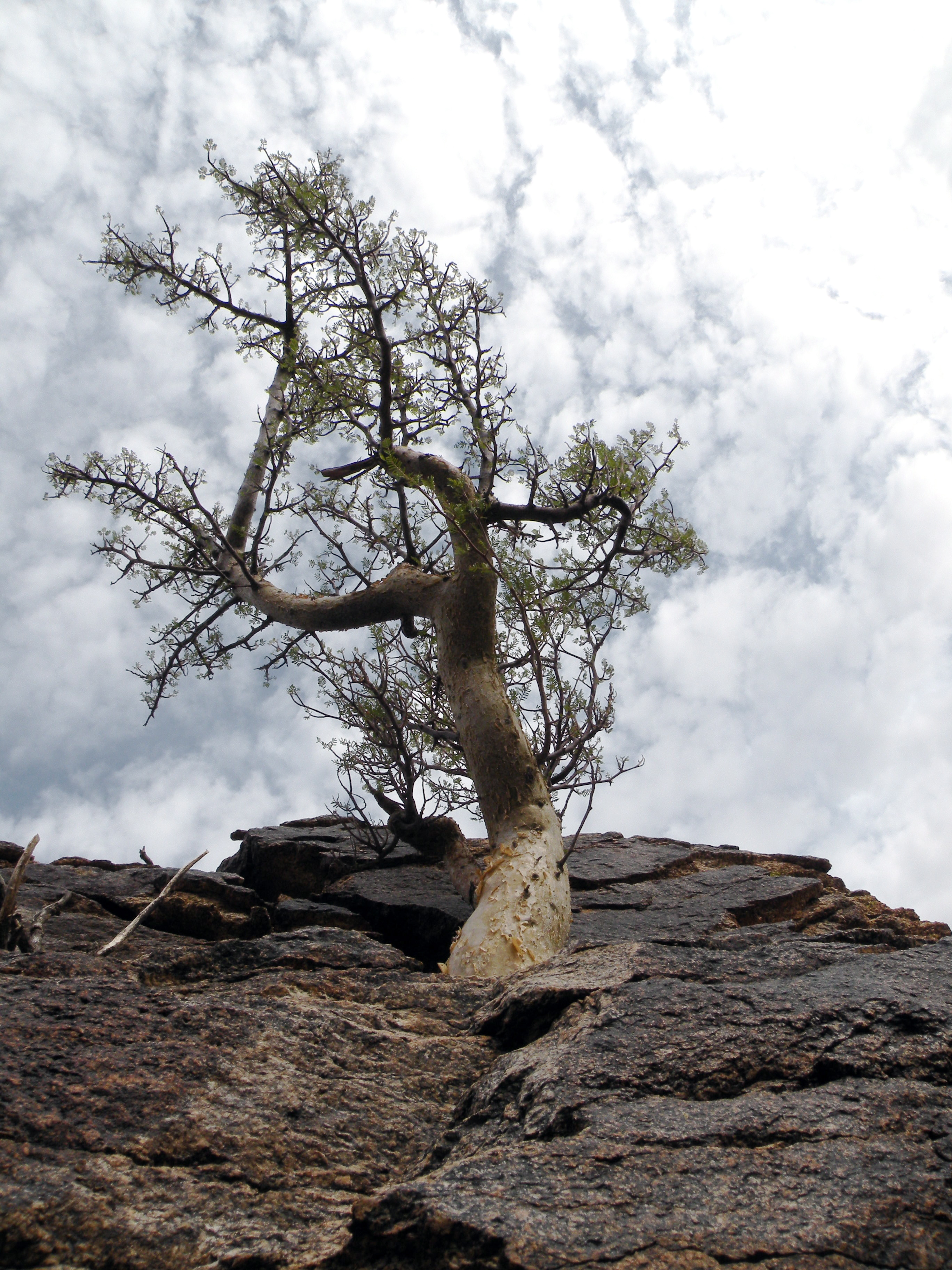
Tribus Bursereae: Bursera microphylla in Arizona

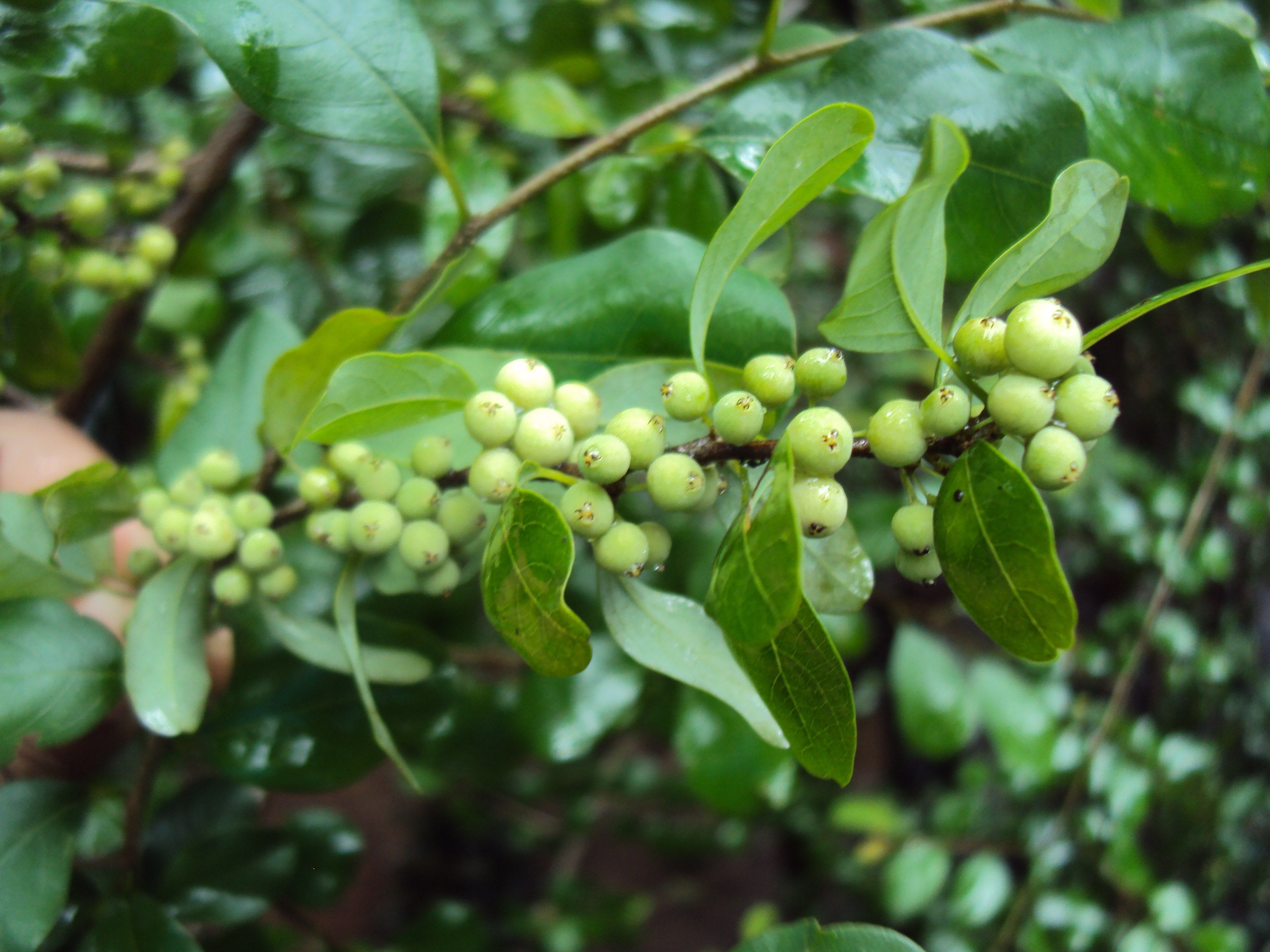
Tribus Bursereae: Commiphora wightii

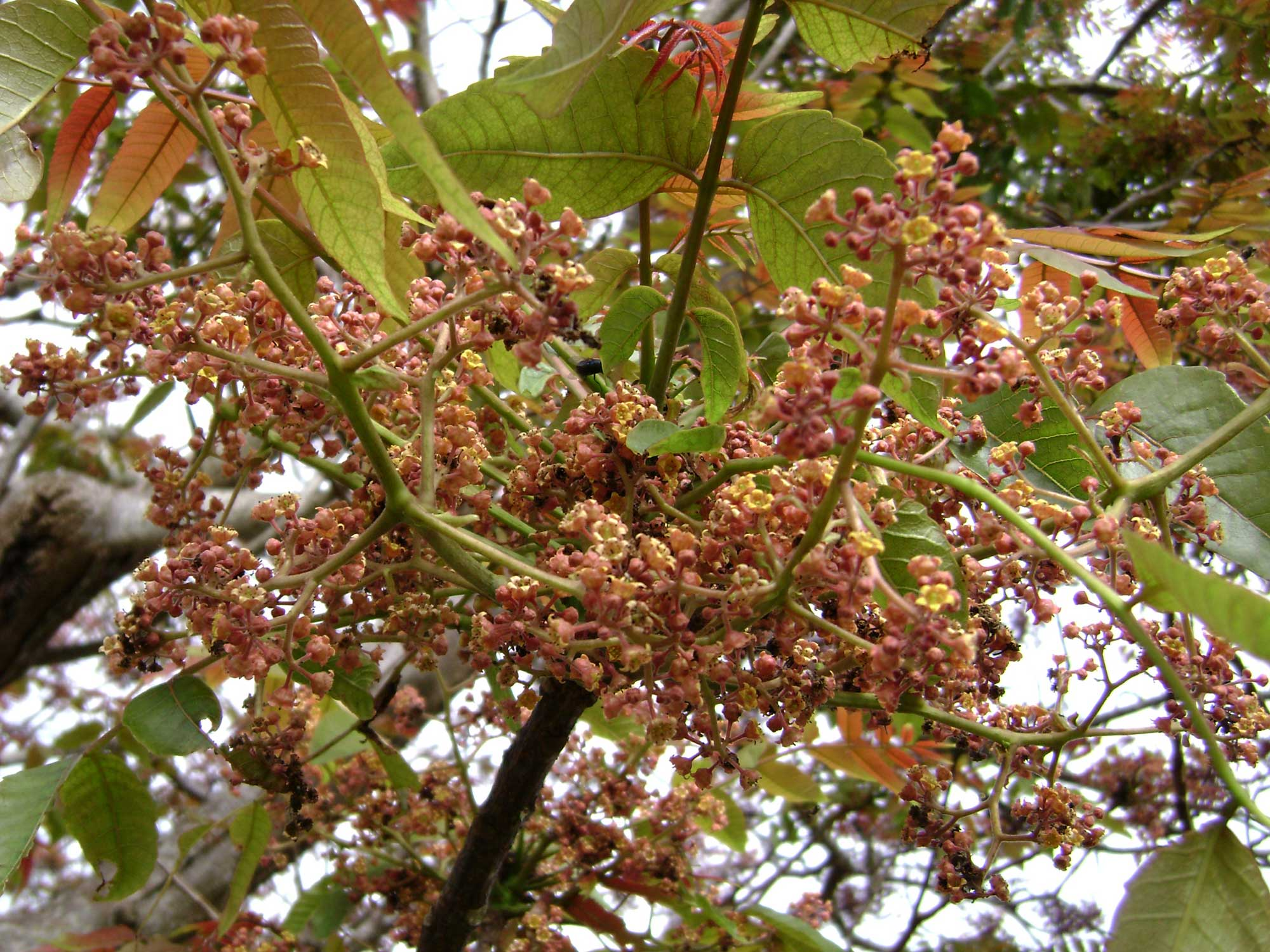
Tribus Bursereae: Garuga floribunda

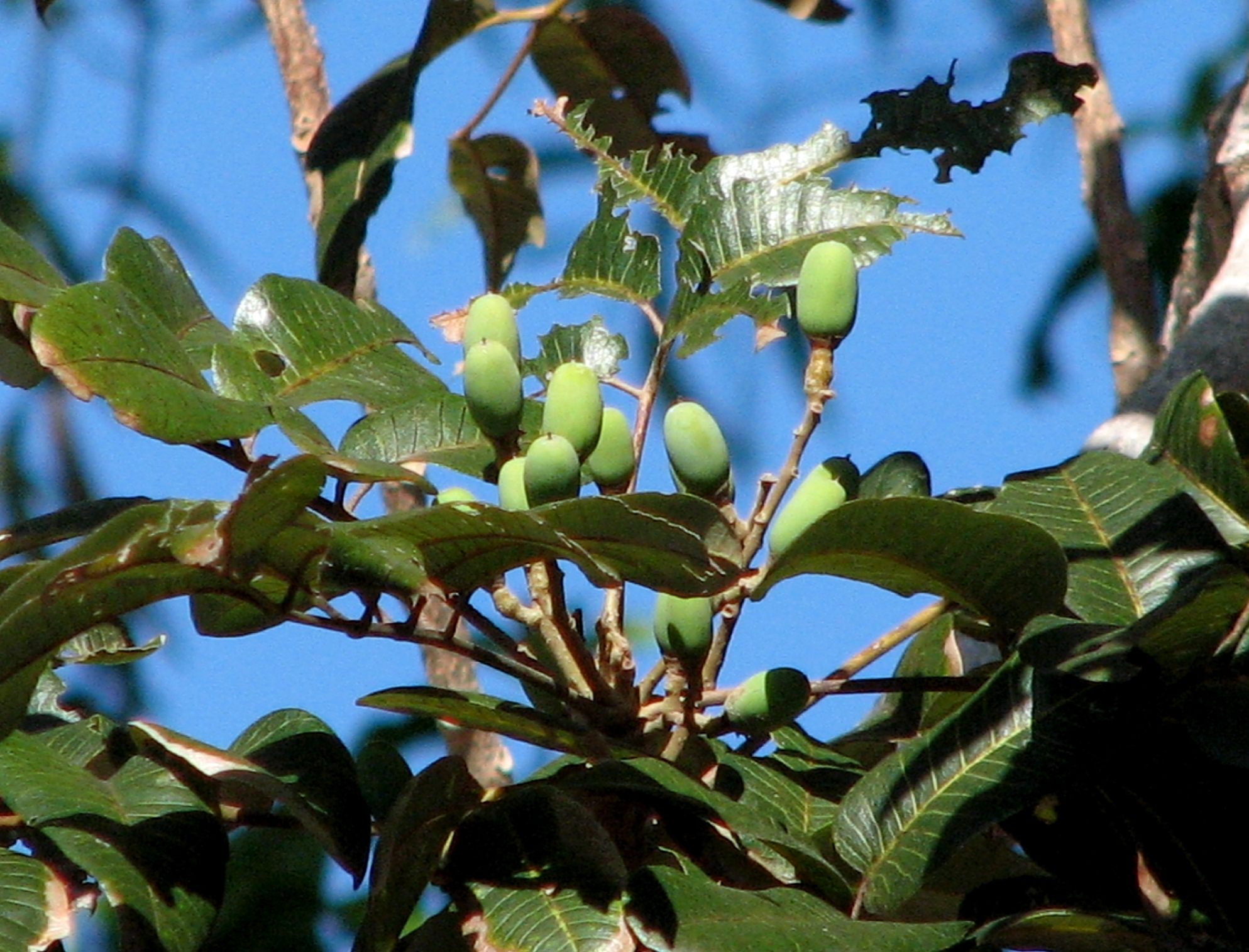
Tribus Canarieae: Canarium australianum

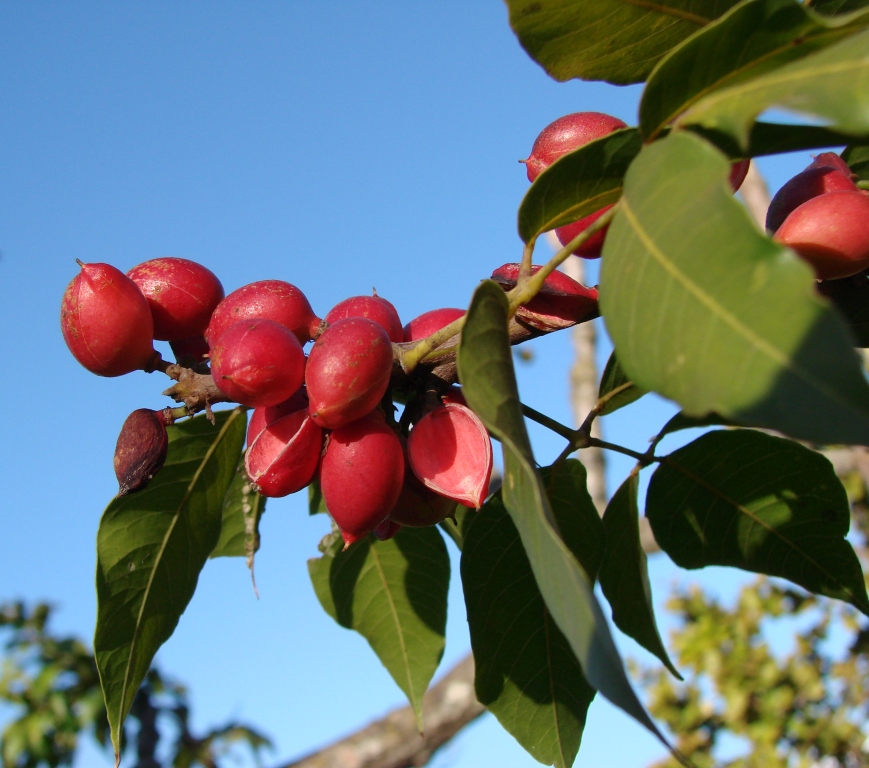
Tribus Protieae: Früchte von Protium heptaphyllum

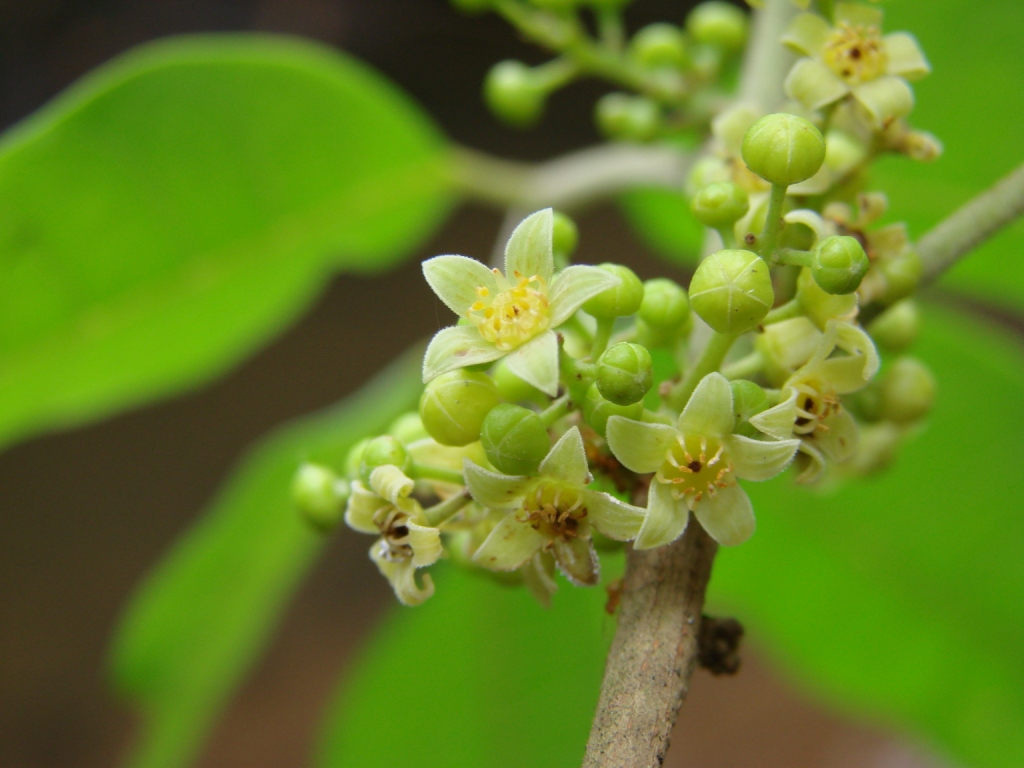
Tribus Protieae: Blüten von Protium spruceanum

## Systematik, botanische Geschichte und Verbreitung
Die Familie Burseraceae wurde 1824 durch Karl Sigismund Kunth in Annales des Sciences Naturelles (Paris), 2, S. 346 aufgestellt. Typusgattung ist Bursera Jacq. ex L. Der Gattungsname Bursera ehrt den deutsch-dänischen Arzt und Botaniker Joachim Burser. Ein Synonym für Burseraceae Kunth nom. cons. ist Balsameaceae Dumort.
Eine Monographie wurde 1883 durch Adolf Engler: Burseraceae in Alphonse de Candolles Monographiæ phanerogamarum, Band 4, 1, Verlag G. Masson veröffentlicht.
Innerhalb der Ordnung Sapindales ist die Familie Burseraceae am nächsten mit den Familien Anacardiaceae und Kirkiaceae verwandt.
Die Familie Burseraceae wird bei Harley et al. 1995 in drei Triben gegliedert, die Tribus Bursereae wiederum in zwei Subtriben. Nicht vollständig klar innerhalb der Familie war 1995 und 2002 die genaue Position der Gattung Garuga. Molekulargenetische Untersuchungen bestätigten bei Clarkson et al. 2002 die hier wiedergegebene Systematik weitgehend, allerdings weisen die Ergebnisse darauf hin, dass die beiden Subtriben keine Schwestertaxa sind.
Die Arten der Familie Burseraceae gedeihen in den tropischen Regionen beider Hemisphären.
Zur Familie Burseraceae gehören etwa 18 Gattungen mit etwa 550 Arten:
- Tribus Bursereae:
  - Subtribus Boswelliinae Daly
    - Aucoumea Pierre: Es gibt vielleicht nur eine Art:
      - Okoumé (Aucoumea klaineana Pierre): Sie kommt nur in Gabun vor.[5]

    - Boswellia Roxb. ex Colebr.: Die mehr als sieben Arten gedeihen in Trockengebieten um das Horn von Afrika, in Arabien und in Indien, beispielsweise:
      - Somalischer Weihrauch oder Arabischer Weihrauch (Boswellia sacra Flueck.)

    - Beiselia Forman: Sie wurde 1989 mit nur einer Art aufgestellt:
      - Beiselia mexicana Forman: Dieser Endemit kommt nur im mexikanischen Bundesstaat Michoacán vor.

    - Garuga Roxb.: Die etwa vier Arten kommen im tropischen Asien, im nördlichen Ozeanien und auf einigen Pazifischen Inseln vor.
      - Garuga pinnata Roxb.: Aus Indien bis ins südöstliche China und im nördlicheren Südostasien.

    - Triomma Hook.f.: Es gibt nur Art:[9]
      - Triomma malaccensis Hook.f.: Sie kommt im westlichen Malesien vor.[9]

  - Subtribus Burserinae:
    - Bursera Jacq. ex L.: Die etwa 80 Arten gedeihen hauptsächlich in der Neotropis, darunter beispielsweise:
      - Bursera simaruba (L.) Sarg.: Sie ist in Florida, von Mexiko bis Zentralamerika, auf karibischen Inseln, in Kolumbien, Guayana, Venezuela und in Brasilien weitverbreitet.[5]

    - Commiphora Jacq.: Die etwa 185 Arten sind in Indien, westlichen Pakistan, Arabien, tropischen bis südlichen Afrika verbreitet, darunter beispielsweise:
      - Commiphora myrrha (Nees) Engl.: Aus ihrem Harz wird Myrrhe gewonnen.
      - Commiphora gileadensis L. (Synonym: Commiphora opobalsamum L.): Aus ihrem Harz wird der biblische Balsam (hebräisch boßem) gewonnen.[10]
      - Commiphora wightii L. (Synonym: Commiphora mukul (Stocks) Hook., Commiphora roxburghii (Stocks) Engl.): Aus ihm wird (wie auch aus Commiphora africana Engl.) das Bdelliumharz oder Guggul gewonnen.

- Tribus Canarieae:
  - Ambilobea Thulin, Beier & Razafim.: Sie wurde 2008 mit nur einer Art aufgestellt:[11]
    - Ambilobea madagascariensis (Capuron) Thulin, Beier & Razafim. (Syn.: Boswellia madagascariensis Capuron): Sie kommt in Madagaskar vor.[11]

  - Canarium L.: Die etwa 75 Arten gedeihen hauptsächlich im tropischen Afrika, Asien bis ins nordöstliche Ozeanien und auf Pazifischen Inseln, darunter beispielsweise:
    - Canarium luzonicum (Blume) A.Gray: Sie kommt auf den Philippinen vor.[5]
    - Canarium ovatum Engl.: Sie kommt auf den Philippinen vor.[5]

  - Dacryodes Vahl: Es gibt etwa 70 Arten in tropischen Wäldern in Afrika, Südostasien und in der Neuen Welt.[12]
    - Dacryodes edulis (G.Don) H.J.Lam.: Aus West- und Zentralafrika

  - Haplolobus H.J.Lam: Die etwa 22 Arten kommen in Malesien und auf Inseln im Pazifik vor.
  - Pseudodacryodes R.Pierlot: Es gibt vielleicht nur eine Art:
    - Pseudodacryodes leonardiana R.Pierlot: Sie kommt in der Demokratischen Republik Kongo vor.[5]

  - Rosselia Forman et al.: Sie wurde 1994 mit nur einer Art aufgestellt:
    - Rosselia bracteata Forman: Dieser Endemit kommt nur auf der Insel Rossel des Louisiade-Archipels vor, das zu Papua-Neuguinea gehört.[13]

  - Santiria Blume: Die etwa 24 Arten kommen in den Tropen der Alten Welt vor.[9]
  - Scutinanthe Thwaites: Die etwa zwei Arten kommen von Sri Lanka bis Sulawesi vor.[9]
  - Trattinnickia Willd.: Die etwa 13 Arten sind von Costa Rica über die Insel Trinidad bis ins östliche Brasilien verbreitet.[14]
    - Trattinnickia rhoifolia Willd.: Sie kommt im nördlichen Südamerika vor.

- Tribus Protieae:
  - Protium Burm.f.: Die gut 100 Arten gedeihen hauptsächlich in der Neotropis, aber auch im tropischen Asien und in Madagaskar.[15] Die früheren Gattungen Tetragastris und Crepidospermum wurden 2018 mit Protium synonymisiert.

## Weiterführende Literatur
- A. Weeks, Douglas C. Daly, B. B. Simpson: The phylogenetic history and historical biogeography of the frankincense and myrrh family (Burseraceae) based on nuclear and chloroplast sequence data. In: Molecular Phylogenetics and Evolution, Volume 35, 2005, S. 85–101.
- Douglas C. Daly, P. V. Fine: Generic limits re-visited and an updated sectional classification for Protium (tribe Protieae). Studies in Neotropical Burseraceae XXV. In: Brittonia, Volume 70, Issue 4, 2018, S. 418–426. doi:10.1007/s12228-018-9533-5